# Burlington (Kansas)
Burlington é uma cidade localizada no estado americano de Kansas, no Condado de Coffey.

## Demografia
Segundo o censo americano de 2000, a sua população era de 2790 habitantes. 
Em 2006, foi estimada uma população de 2721, um decréscimo de 69 (-2.5%).

## Geografia
De acordo com o United States Census Bureau tem uma área de 
5,3 km², dos quais 5,3 km² cobertos por terra e 0,0 km² cobertos por água. Burlington localiza-se a aproximadamente 315 m acima do nível do mar.

## Localidades na vizinhança
O diagrama seguinte representa as localidades num raio de 24 km ao redor de Burlington. 